# Gale Huntington
Elon Gale Huntington (Nova Iorque, 4 de Junho de 1901 - 26 de Setembro de 1993) foi uma etnógrafa dos Estados Unidos da América que desenvolveu trabalho de pesquisa sobre tradições folclóricas de Martha's Vineyard, Nantucket, e sudeste de Nova Inglaterra.